# Зарічне (Білгород-Дністровський район)
Зарі́чне — село Лиманської сільської громади, Білгород-Дністровський район Одеської області, Україна. Населення становить 315 осіб.

## Населення
Згідно з переписом УРСР 1989 року чисельність наявного населення села становила 352 особи, з яких 167 чоловіків та 185 жінок.
За переписом населення України 2001 року в селі мешкало 312 осіб.

### Мова
Розподіл населення за рідною мовою за даними перепису 2001 року:
| Мова       | Відсоток |
| ---------- | -------- |
| українська | 92,70 %  |
| російська  | 5,40 %   |
| молдовська | 1,59 %   |
| болгарська | 0,32 %   |